# Маунт Плезант (Јута)
Маунт Плезант (енгл. Mount Pleasant) град је у америчкој савезној држави Јута.

## Демографија
По попису из 2010. године број становника је 3.260, што је 553 (20,4%) становника више него 2000. године.
| Група             | 2000.         | 2010.         |
| Белци             | 2.576 (95,2%) | 2.988 (91,7%) |
| Афроамериканци    | 0 (0,0%)      | 9 (0,3%)      |
| Азијати           | 13 (0,5%)     | 14 (0,4%)     |
| Хиспаноамериканци | 72 (2,7%)     | 168 (5,2%)    |
| Укупно            | 2.707         | 3.260         |